# 4548 Вілен
4548 Вілен (4548 Wielen) — астероїд головного поясу, відкритий 24 вересня 1960 року.
Тіссеранів параметр щодо Юпітера — 3,586.